# Gaotaizi (köpinghuvudort i Kina, Heilongjiang Sheng, lat 46,13, long 124,79)
Gaotaizi (kinesiska: 高台子, 高台子镇) är en köpinghuvudort i Kina. Den ligger i provinsen Heilongjiang, i den nordöstra delen av landet, omkring 150 kilometer väster om provinshuvudstaden Harbin. Antalet invånare är 24 830. Befolkningen består av 12 228 kvinnor och 12 602 män. Barn under 15 år utgör 15,0 %, vuxna 15-64 år 79 %, och äldre över 65 år 5,0 %.
Runt Gaotaizi är det tätbefolkat, med 356 invånare per kvadratkilometer. Närmaste större samhälle är Bajingzi, 13,2 km söder om Gaotaizi. Trakten runt Gaotaizi består till största delen av jordbruksmark.
Genomsnittlig årsnederbörd är 717 millimeter. Den regnigaste månaden är juli, med i genomsnitt 204 mm nederbörd, och den torraste är januari, med 5 mm nederbörd.